# ValNet
ValNet va ser l'empresa que agrupava tots els jugadors professionals de pilota valenciana.
Creada el 2005 pels ex-pilotaires Alfred Hernando (Fredi), Daniel Ribera (Ribera II) i per Emili Peris, trinqueter del trinquet El Zurdo de Gandia, n'és gerent l'advocat i jugador professional de raspall Javier Nadal Corral (Dorín). ValNet va revolucionar el món de la pilota garantint uns sous mínims, una preparació física i unes partides setmanals prefixades, tot i que també var generat crítiques pel suposat dirigisme o favoritisme de certs trinquets.
En l'àmbit corporatiu, Val Net formà part de la LPMP (Liga de Pelota a Mano Profesional), entitat que congria empreses de pilota basca espanyoles (Botivolea, Garfe, i Ordago) i franceses (EPB i Pelote Passion), amb l'ànim d'igualar el prestigi de la LEP.M (Liga de Empresas de Pelota a Mano) que formen les dos grans de la pilota basca, Asegarce i Aspe.

## Nòmina de pilotaires de ValNet
| - Adrián I - Adrián II - Alberto - Álvaro - Àngel - Aucejo - Canari - Cervera - Colau - Dani de Benavites - Espínola - Fageca - Fèlix - Fran - Genovés II | - Grau - Héctor - Herrera - Javi - Jesús - León - Melchor - Mezquita (retirat el 2007) - Miguel - Nacho - Núñez - Oñate - Pasqual II - Pedro - Pere | - Pigat III (retirat el 2007) - Primi - Raül II - Salva - Santi - Sarasol II - Solaz - Soro III - Tato - Tino - Víctor - Voro (retirat el 2007) - Miguelín - Oltra - Pedrito |

## Competicions de relleu
- Escala i corda
  - Circuit Bancaixa
  - Trofeu Individual Bancaixa
  - Copa Diputació
  - Màsters Ciutat de València
  - Trofeu Vidal
- Frontó
  - Open Ciutat de València
  - Trofeu Platges de Moncofa